# 노동금고

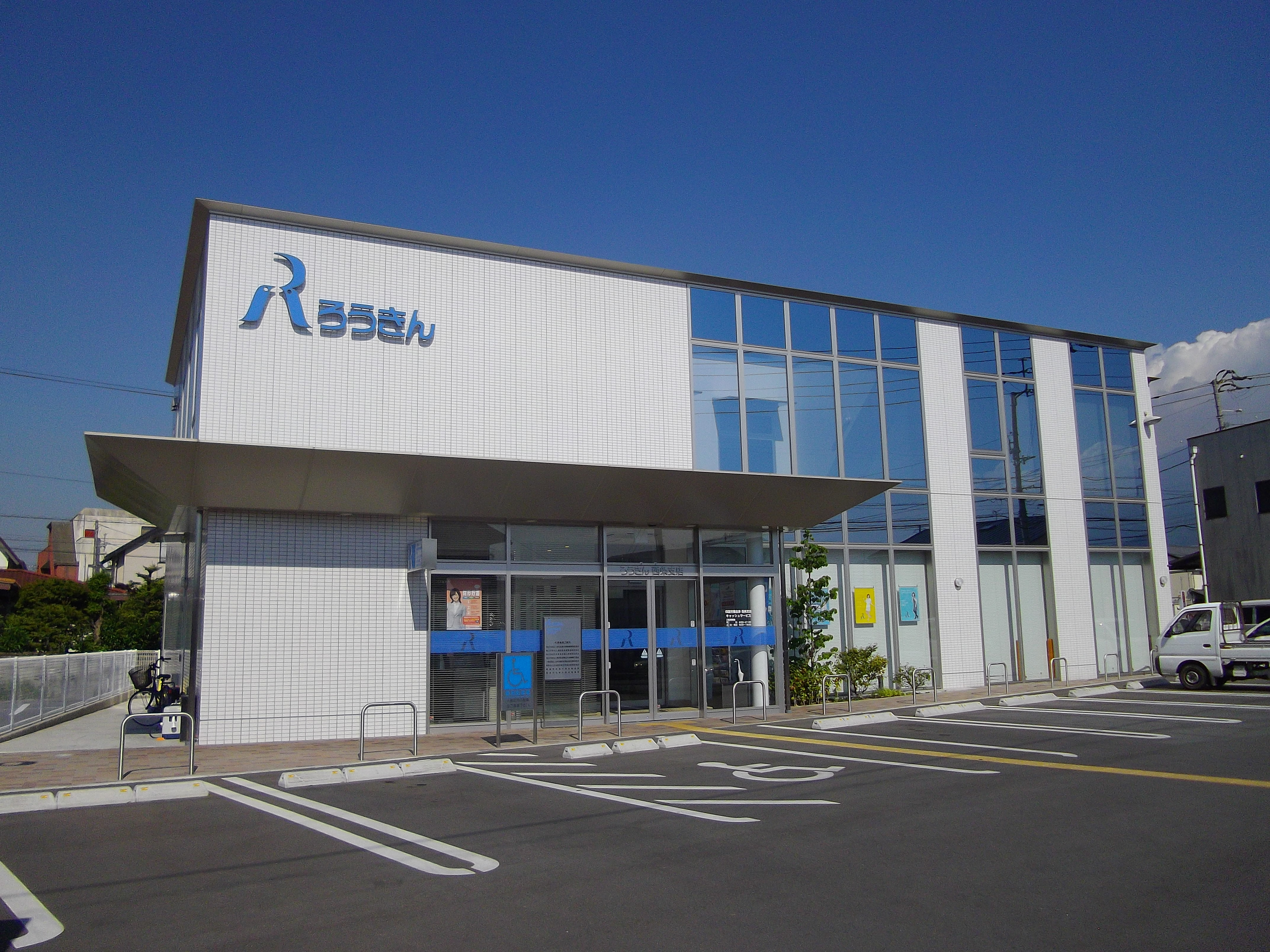
시코쿠노동금고 사이조지점(에히메현 사이조시).

노동금고(일본어: 労働金庫 로도킨코[*]), 약칭 노금(일본어: 労金 로킨[*])은 일본 특유의 저축기관이다. 예금 수용, 자금의 이동이나 대출(융자), 어음 발행 등을 수행한다. 그 업무는 노동금고법에서 규정하며 협동조직금융기관으로서 운영된다. 어음법, 수표법 적용은 은행과 같이 한다. 기본적으로 노동금고는 노동조합이나 생활협동조합 조합원이 금고 회원이 되어 출자하고 그 회원들에게 용역을 제공하는 것을 목적으로 하는 비영리 협동조직이다(노동금고법 5, 12조). 그래서 영리기업인 은행과는 조직형태가 다르다. 신용금고도 협동조직 형태를 취하며 영업지역 내에서 회원을 받고 있지만 회원구성이 노동금고와 다르다.
일본 각지의 노동금고는 일반사단법인 전국노동금고협회(노금협)을 구성한다(노동금고법 제88조). 한편 노동금고연합회(노금련)이 있어서 노동금고의 계통중앙기관, 즉 중앙금고 역할을 한다.

## 각 지역별 노동금고 목록
시스템 투자의 고정비용을 감축하고 인구 감소에 의한 조직기반 소멸에 대응하기 위해 1998년부터 2007년까지 각 지역단위 광역합병이 행해졌다.
- 홋카이도노동금고 - 홋카이도
- 도호쿠노동금고 - 아오모리, 이와테, 미야기, 아키타, 야마가타, 후쿠시마
- 주오노동금고 - 이바라키, 도치기, 군마, 사이타마, 치바, 도쿄, 가나자와, 야마나시
- 니가타현노동금고 - 니가타
- 나가노현노동금고 - 나가노
- 시즈오카현노동금고 - 시즈오카
- 호쿠리쿠노동금고 - 도야마, 이시카와, 후쿠이
- 도카이노동금고 - 기후, 아이치, 미에
- 긴키노동금고 - 시가, 교토, 오사카, 효고, 나라, 와카야마
- 주고쿠노동금고 - 돗토리, 시마네, 오카야마, 히로시마, 야마구치
- 시코쿠노동금고 - 도쿠시마, 가가와, 에히메, 고치
- 규슈노동금고 - 후쿠오카, 사가, 나가사키, 구마모토, 오이타, 미야자키, 가고시마
- 오키나와노동금고 - 오키나와